# 매직 리프

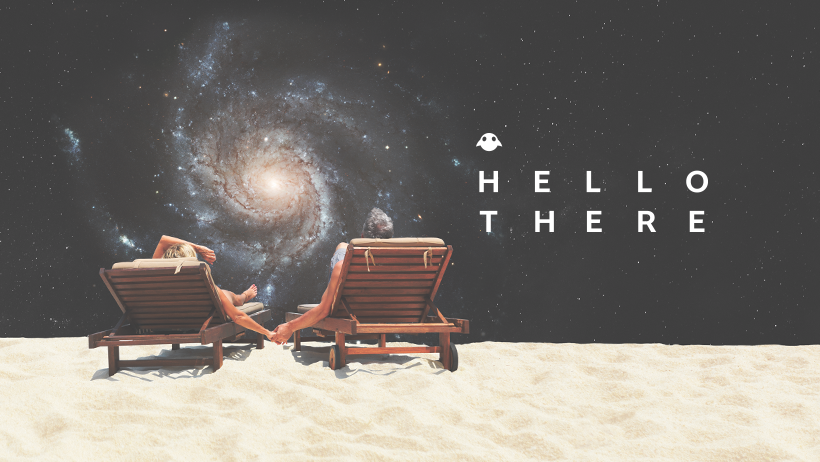

매직 리프(Magic Leap)는 디지털 명시야를 사용자의 눈으로 투사함으로써 실세계 물체에 대해 3차원 컴퓨터 생성 이미지를 겹쳐놓는 헤드 마운티드 가상 망막 디스플레이를 개발하는 미국의 스타트업 기업으로, 증강 현실과 컴퓨터 비전 응용에 잠재적으로 적합한 기술들을 동반한다. 실리콘 포토닉스를 사용한 명시야 칩의 개발을 시도하고 있다.
매직 리프는 2010년 Rony Abovitz에 의해 설립되었으며 구글과 중국의 알리바바 그룹을 포함한 투자자들로부터 1,400,000 달러를 받았다. 2016년 12월 이 기업은 제품을 시장에 내놓지 않았지만 포브스는 매직 리프의 가치가 4,500,000 달러에 이를 것으로 추산하였다.

## 같이 보기
- 구글 글래스
- 마이크로소프트 홀로렌즈